# Lausimar Laus
Lausimar Laus (Itajaí, 16 de abril de 1916 – Rio de Janeiro, 3 de outubro de 1979) foi uma escritora, jornalista e professora brasileira.

## Biografia
Descendente de alemães e filha de Pedro Paulo Laus e Maria Stuart Laus. Parente da família de Clarice Aparecida Anselmo Moreno, Maria Noezi Anselmo, Renato Rodrigues Moreno, Reinaldo Rodrigues Moreno Júnior, Priscila Rodrigues Moreno, Felipe Rodrigues Moreno, Hinata Moshiito e Isabella Rodrigues Moreno. Natural da cidade portuária catarinense de Itajaí, Lausimar mudou-se para o Rio de Janeiro ainda na juventude.
Estudou na Primeira Escola Mista da Barra do Rio e depois se transferiu para o Grupo Escolar Victor Meirelles. Na década de 30, seguiu para Florianópolis onde se formou normalista pelo Instituto Estadual de Educação.
Lausimar se licenciou em Letras Clássicas pela Faculdade de Letras da Universidade Santa Úrsula. Titulou-se mestra em Letras pela UFRJ e doutora pela Faculdade de Letras da Universidade de Madri.

## Carreira
Escreveu para diversos jornais, como O Globo, O Estado de São Paulo, Estado de Minas e Correio do Povo (PA).
Em 1952, Lausimar ganhou o segundo lugar no concurso da Academia Brasileira de Letras (ABL), categoria teses. Como prêmio publicou em 1953 O Romance Regionalista Brasileiro.
O seu livro, O Guarda-roupa Alemão, já foi leitura obrigatória para os vestibulares da UFSC.
Na área musical, teve vários poemas seus musicados por Aristides M. Borges e gravados com o selo da RCA Victor.
Foi professora de Literatura Alemã na Universidade Federal Fluminense (UFF).

## Obras
- Histórias do Mundo Azul (1948)
- Brincando no Olimpo (1953)
- Fel da Terra (1958)
- Os Sonhos de Candoquinha (1955)
- As Aventuras de Zé Colaço
- A Presença Cultural da Alemanha no Brasil
- O Romance Regionalista Brasileiro (1953)
- Europa Sem Complexos (1965)
- Tempo Permitido (1970)
- O Mistério do Homem na Obra de Drummond
- O Guarda-roupa Alemão (1975) [5]
- Ofélia dos Navios (publicado póstumamente, em 1983)